# Góry Fergańskie

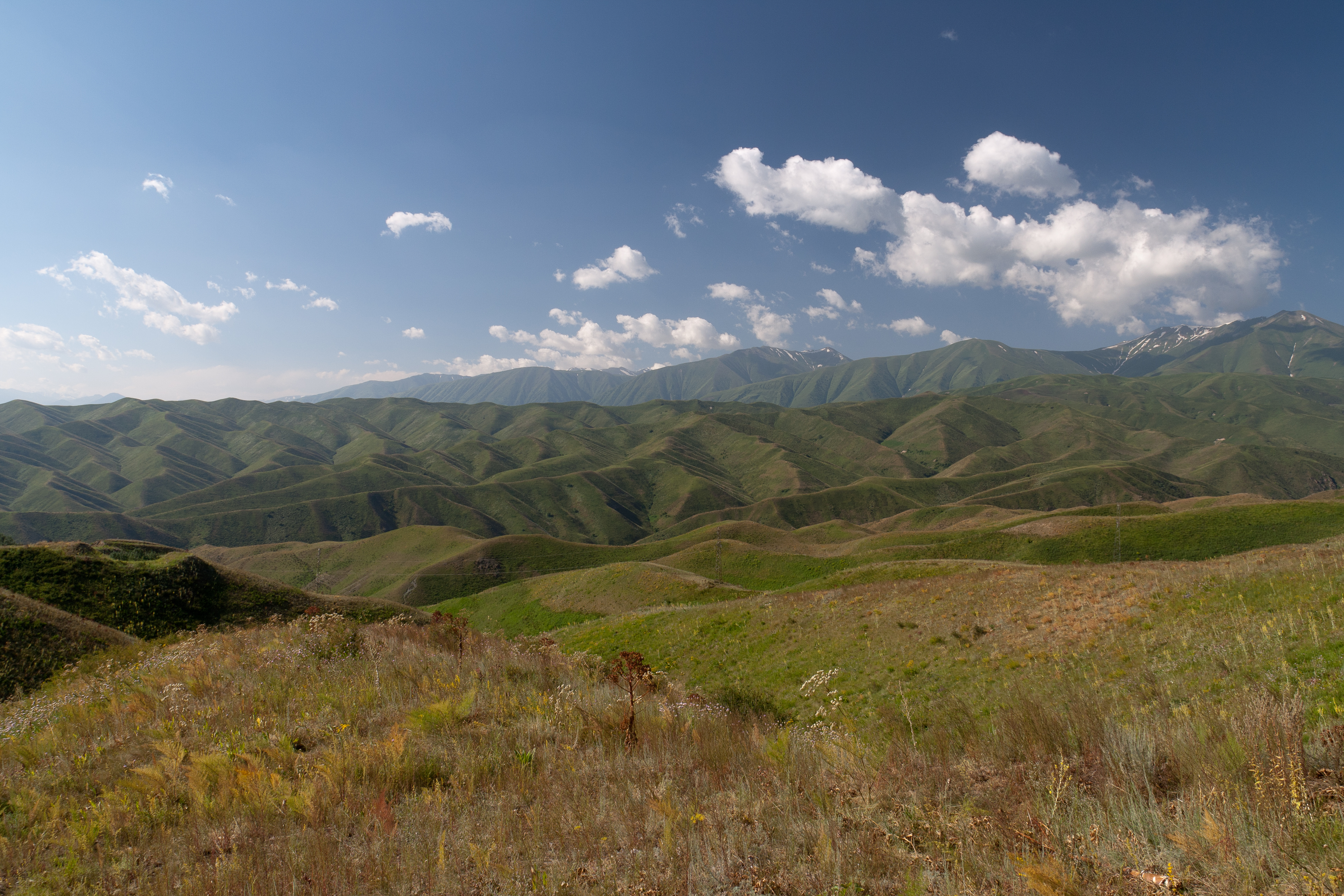
Góry Fergańskie

Góry Fergańskie (kirg.: Фергана тоо тизмеги, Fergana too tizmegi; ros.: Ферганский хребет, Fierganskij chriebiet) – pasmo górskie w Tienszanie, w zachodnim Kirgistanie, rozciągające się na długości ok. 225 km, od Zbiornika Toktogulskiego do granicy z Chinami. Najwyższy szczyt ma wysokość 4940 m n.p.m. Występują lodowce górskie i złoża węgla kamiennego.